# Gudrun Graf

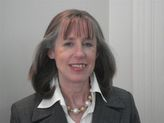
Gudrun Graf

Gudrun Graf (* 1958 in Graz) ist eine ehemalige österreichische Diplomatin. Sie war als erster österreichischer Botschafter für den Südsudan akkreditiert und bis 31. Januar 2023 die österreichische Botschafterin in Schweden.

## Leben
Gudrun Graf wurde in Graz geboren, wo sie auch 1980 an der juristischen Fakultät der Universität Graz zum Doktor der Rechte promovierte und 1986 das Übersetzer- und Dolmetschstudium für Spanisch mit einem Magister abschloss. 1985 wurde sie mit einer Thesis aus dem Bereich der Umwelt- und Entwicklungspolitik Magistra der Entwicklungsplanung der Universidad Central de Venezuela. Sie studierte auch an der Columbia University und an der Universidad Complutense in Madrid.
Ihren beruflichen Lebensweg begann sie von 1978 bis 1983 als Assistentin an der juristischen Fakultät der Universität Graz. Von 1985 bis 1986 absolvierte sie ihre Gerichtspraxis und arbeitete von 1986 bis 1990 in der Außenhandelssektion des Bundesministeriums für wirtschaftliche Angelegenheiten.
Ab 1990 war Gudrun Graf im diplomatischen Dienst tätig, der sie von 1993 bis 1996 als stellvertretende Botschafterin an der Botschaft Brüssel und von 1996 bis 2000 als Stellvertretende Ständige Vertreterin an die Vertretung beim Büro der Vereinten Nationen in Genf führte. Von 2005 bis 2009 war sie als Botschafterin in Buenos Aires in Argentinien sowie in Uruguay und Paraguay tätig. Bei ihrem Einsatz als Botschafterin in Addis Abeba von 2009 bis 2013 war sie bei den Regierungen von Äthiopien, Dschibuti, der Republik Kongo, Uganda, Südsudan sowie als Ständige Vertreterin bei der Afrikanischen Union akkreditiert. Von Oktober 2018 bis Ende Januar 2023 war sie als österreichische Botschafterin in Schweden tätig.
Für ihren diplomatischen Einsatz erhielt sie u. a. folgende Auszeichnungen: Orden del Libertador San Martin, Grado de Gran Cruz (2010) und Kommendör av Kungl. Nordstjärneorden, första klassen (2023).
Seit 2023 ist Gudrun Graf u. a. im Tourismus in Österreich tätig.

## Privates
Gudrun Graf ist verheiratet und hat zwei Söhne.